# روكي ريج (ميزوري)

روكي ريج (بالإنجليزية: Rocky Ridge)‏ هي إحدى المجتمعات الفردية (غير مصنفة) في ولاية ميزوري في الولايات المتحدة الأمريكية.